# Johan Van Hecke
Johan Jozef Marie Clara Van Hecke (* 2. Dezember 1954 in Gent) ist ein belgischer Politiker für die Partei Open Vlaamse Liberalen en Democraten (Open VLD). Von 1999 bis 2009 war er Mitglied des Europäischen Parlaments.

## Leben
Van Hecke studierte medizinische Soziologie an der Katholieke Universiteit Leuven und schloss das Studium 1978 mit dem Lizenziat ab. Anschließend war er bis 1980 an der K.U.Leuven als Forschungsassistent und von 1981 bis 1985 als Leiter des wissenschaftlichen Dienstes und Dozent am Institut für paramedizinische Berufe (HIPB) Gent tätig.
Van Hecke engagierte sich für die Christelijke Volkspartij (CVP), welche sich 2001 in Christen-Democratisch en Vlaams (CD&V) umbenannte. So war er von 1983 bis 1986 Landesvorsitzender des Jugendverbands und von 1993 bis 1996 Generalvorsitzender der CVP. Auf kommunaler Ebene war er von 1983 bis 1988 als Mitglied des Stadtrates der ostflämischen Gemeinde Oosterzele und von 1989 bis 1997 als Bürgermeister der Gemeinde aktiv.
1985 wurde Van Hecke als Abgeordneter in die Belgische Abgeordnetenkammer gewählt, der er bis 1997 angehörte. In dieser Zeit war er von 1991 bis 1993 Vorsitzender der CVP-Fraktion. 1999 wurde Van Hecke für die liberale Partei VLD in das Europäische Parlament gewählt. Er war Mitglied der Fraktion der Allianz der Liberalen und Demokraten für Europa, sowie des Entwicklungsausschusses und der Delegation in der Paritätischen Parlamentarischen Versammlung AKP-EU. Nach der Europawahl 2009 schied Van Hecke aus dem Europäischen Parlament aus.

## Publikationen
- De slogans voorbij: appèl aan de verantwoordelijke Vlaming. Lannoo, Tielt 1994, ISBN 90-209-2535-0.
- Het einde der pilaren: een Toscaans gesprek. Interview von Karel De Gucht und Johan Van Hecke, aufgezeichnet von Dirk Achten und Yves Desmet. Houtekiet, Antwerpen 2001, ISBN 90-5240-638-3.